# Walter Winterbottom
Sir Walter Winterbottom CBE (Oldham, 31 de Janeiro de 1913 – Oldham, 16 de Fevereiro de 2002) foi um futebolista e treinador inglês. Foi o primeiro treinador na história da Seleção Inglesa.

## Carreira
Nascido em Oldham, Winterbottom tinha como primeira opção de carreira virar professor, tendo estudado no Chester Diocesan Training College, onde se formou em Educação Física em 1933. Ao mesmo tempo, também defendia pequenas equipes amadoras no futebol. Suas atuações era destacados dos demais, o que lhe renderia uma proposta para se tornar profissional no Manchester United, fazendo sua estreia quando tinha 23 anos. Ficaria no clube durante apenas duas temporadas, fazendo parte da equipe conquistou o acesso para a Primeira Divisão em sua última temporada, por conta de um grave problemas nas costas.
Tendo estado presente na Segunda Guerra Mundial através da Força Aérea Real, seria desginado como o primeiro treinador na história da Seleção Inglesa no ano seguinte ao término da guerra, se tornando além do primeiro técnico a Inglaterra, o único até hoje a exercer a função sem nunca ter treinado uma equipe antes. Porém, apesar de sua função, Winterbottom não podia fazer as convocações, ficando a cargo de uma comissão técnica da FA. Sua estreia aconteceu numa vitória sobre a Irlanda por 7 x 2 no mesmo de sua nomeação.
Winterbottom estaria presente com a Inglaterra em suas primeiras quatro Copas do Mundo (apesar de disputada desde 1930 e a Inglaterra ter um dos times mais temidos da época, não reconhecia o torneio como oficial, logo não participando das três primeiras edições): 1950, 1954, 1958 e 1962. Winterbottom é o único treinador da história da Inglaterra a dirigi-la em quatro Copas do Mundo. Seu recorde também equivale ao torneio, sendo ao lado de Helmut Schön, que dirigiu a Alemanha Ocidental, o único a comandar a mesma seleção em quatro Copas seguidas.
A Inglaterra conseguiu sua classificação para a Copa do Mundo disputada no Brasil após vencer o Campeonato Britânico, no mesmo ano da Copa. No torneio, acabaria sendo um dos responsáveis pelo história derrota por 1 x 0 para os Estados Unidos, por conta de ter deixado de fora da partida a estrela inglesa Stanley Matthews, assim como outros, poupando os das partidas seguintes, devido a grande confiança na conquista do título (a Inglaterra se julgava a maior Seleção na época, sempre convidando para um amistoso as outras seleções que se destacavam para provar sua superioridade). Acabaria sendo eliminado na primeira fase quanto também perdeu por 1 x 0 para a Espanha, mesmo tendo estreado com uma vitória por 2 x 0 sobre o Chile.
Durante o intervado entre a sua primeira e segunda Copa, treinaria a Seleção Britânica nos Jogos Olímpicos de 1952, onde seria eliminado nas fases preliminares após uma derrota por 5 x 3 para Luxemburgo na prorrogação. Já na Copa seguinte, disputada na Suíça, conseguiria sua classificação para a segunda fase, após empate em 4 x 4 com a Bélgica e vitória por 2 x 0 sobre a própria Suíça, sendo elimada na segunda fase, após derrota por 4 x 2 para o Uruguai, então detentor do título. No ano anteior, sofreria a primeira derrota da Inglaterra no Wembley, perdendo de 6 x 3 para a histórica equipe da Hungria e, na partida seguinte, uma revanche para os ingleses, perderia dessa vez por uns humilhantes 7 x 1, sendo a maior derrota da Inglaterra até hoje.
Em sua terceira Copa, seria novamente elimado na primeira fase (fora a primeira e única Copa na história onde todas as seleções britânicas estiveram presentes e, Inglaterra e Escócia, as duas britânicas favoritas, seriam elimadas ainda na primeira fase), após empatar todos os três jogos na fase de grupos (2 x 2 com a União Soviética, 0 x 0 com o Brasil e novamente 2 x 2 com a Áustria) e, na partida desempate com a União Soviética, perderia por 1 x 0. Já em sua quarta e última, passaria para a segunda fase novamente. Iniciaria perdendo para a Hungria por 2 x 1, vencendo a Argentina por 3 x 1 e empatando em 0 x 0 com a Bulgária, mas acabaria caindo para o então detentor do título, o Brasil, após derrota por 3 x 1. Logo em seguida a eliminação no torneio, Winterbottom renunciaria ao cargo, não treinando mais nenhuma equipe desde então. Ironicamente, seu substituto na Seleção, Alf Ramsey, conquistaria o título da Copa do Mundo logo no torneio seguinte.